# Feta
Feta (grč. φέτα) je vrsta mekih bijelih sireva, čije se sazrijevanje odvija u otopini (salamuri). 
Ima podrijetlo iz Grčke, gdje se i danas tradicionalno proizvodi. U prvobitnoj inačici feta se radila od ovčjeg ili kozjeg nepasteriziranog mlijeka. Postojbina fete je planina Pelion iznad Volosa. Danas se feta proizvodi u mnogim tvornicama mlijeka, ali je u mnogim zemljama izgubila svoj prvobitni izgled i okus tvrdog sira, kefalotira (grčki naziv).

## Okus i oblik
Okus tipične fete je srednje užegao, blago kiseo i slan. Njegova tekstura je čvrsta, glatka, kremasta, sniježno bijele boje u unutrašnjosti i po površini. Kriške su obično u obliku četvrtine kruga ili četvrtaste.

## Tradicionalna proizvodnja
Feta sir tradicionalno se radi od mlijeka čija je pH vrijednost veća od 6,55, s 5.8-6% mliječne masti, tako da odnos masti i proteina iznosi 1,2:1. Pasterizacija se obavlja na 72 °C (bez pasterizacije, zagrijava se do 30-40 °C) tijekom 15 sekundi, a hladi se na 32 °C. Zatim se dodaju kiselomliječne bakterije i ostavi tako tijekom 15-30 minuta, na 30 °C. Koagulacija se obavlja na 30 °C, dodavanjem CaCl2 i koagulansa. Na taj se način se zgruša u roku od 50 minuta. 
Poslije koagulacije, sir se reže na kockice i ostavlja da odstoji deset minuta, kako bi se izdvojio dio sirutke. Oblikuje se u kalupima, postupnim ulijevanjem, kako se ne bi otežalo izdvajanje sirutke. Kalup ima poklopac pa se može prevrtati. Kalupi se ostavljaju na posebne stolove, kako bi se izdvojila sirutka. Kada je sir dovoljno kompaktan uklanjaju se kalupi i gruševina se reže na kriške. Kriške se sole suhom granuliranom solju po površini, svakih 24 sata po drugoj strani. Postupak se ponavlja i do 4 puta tako da se svaka strana posoli dva puta. Završna koncentracija soli mora biti oko 3%. Nakon soljenja kriške se preokreću svakih 24 sata dok se na površini ne oblikuje sluzasti sloj, koji omogućava rast bakterija i kvasaca i sudjeluje u sazrijevanju sira.
Poslije sazrijevanja, kriške sira se pažljivo stavljaju u bačve ili kante, po slojevima, s pergamentnim papirom između njih. Dodaje se salamura (6-8% NaCl) i bačve se zatvaraju. Jednom tjedno bačve se okreću. Na gornjoj strani bačve imaju otvor zatvoren čepom, koji se povremeno vadi radi ispuštanja plinova.
Sir ostaje u prostorijama za sazrijevanje dok se ne postigne pH vrijednost 4.4-6.4, u prostoriji na temperaturi 14-16 °C i visokoj relativnoj vlazi u zraku. Nakon završenog procesa sazrijevanja sir se skladišti na 3-4 °C, najmanje dva mjeseca do puštanja u prodaju.

## Zanimljivosti
Feta sir, napravljen od nepasteriziranog mlijeka ne preporučuje se tijekom trudnoće, zato što može sadržavati bakteriju listeriju. Ova bakterija može oštetiti posteljicu, plodnu vodu ili samu bebu, pa tako izaziva spontane pobačaje i rađanje mrtvorođenčadi.